# Ferrocarril de Tacubaya
El Ferrocarril de Tacubaya fue una línea de vía estrecha de 1,6 km que daba servicio al parque de diversiones en el distrito de Tacubaya de la Ciudad de México. La línea fue construida por Fernando de Teresa en 1896. Los pasajeros eran transportados en varios diseños de vagones techados de aproximadamente 5 metros de largo. Las locomotoras eran más pequeñas que las utilizadas en Disneyland. La primera locomotora se basó en equipamiento Decauville; y el segundo, un 4-4-0 de 6 toneladas, fue el más pequeño jamás construido por Baldwin con fines comerciales. La línea se convirtió en parte del sistema de los Tranvías en la Ciudad de México en 1910.

## Locomotoras
| Número | Constructora                                                                 | Tipo   | Poder | Fecha |
| ------ | ---------------------------------------------------------------------------- | ------ | ----- | ----- |
| 1      | Arnold Jung (adquirido a través de Krupp Grusonwerk, Magdeburgo para México) | 0-4-0T | 5hp   | 1896  |
| 2      | Baldwin Locomotive Works                                                     | 4-4-0  | 20hp  | 1897  |